# Pariana campestris
Pariana campestris là một loài thực vật có hoa trong họ Hòa thảo. Loài này được Aubl. mô tả khoa học đầu tiên năm 1775.